# Mickey Lee Lane
Mickey Lee Lane fue un cantante, compositor y arreglista norteamericano, coautor de varios éxitos discográficos durante los años 50 y primeros 60.

## Biografía
Mickey Lee Lane, cuyo verdadero nombre era Sholom Mayer Schreiber nació el 2 de febrero de 1945 en Rochester (Nueva York). Durante los años 50, trabajó en el edificio Brill de Manhattan como compositor, formando equipo con Neil Sedaka como pianista y con Bill Haley como compositor. Como intérprete publicó varios sencillos de éxito con las discográficas Brunswick Records y Swan Records, entre los que destaca, «Shaggy Dog», que llegó al número 38 de la lista «Billboard hot 100». Su canción «Hey Sah-Lo-Ney» fue versionada por The Action y The Detroit Cobras, esta última banda la llamó «Hey Sailor».
Lane continuó trabajando como ingeniero de grabación desde finales de los 60 hasta la década de los 90. A finales de esta década se lanzó una recopilación llamada «Rockin’ On… And Beyond», que contenía sus sencillos, junto a material inédito.
Su éxito en «Shaggy Dog» cuenta con una versión en español titulada «Perro lanudo» e interpretada por los Rockin Davils.
Lee Lane falleció de cáncer el 18 de marzo de 2011 a la edad de 70 años.